# Louise-Diane d'Orléans
 (décembre 2024).
Si vous disposez d'ouvrages ou d'articles de référence ou si vous connaissez des sites web de qualité traitant du thème abordé ici, merci de compléter l'article en donnant les références utiles à sa vérifiabilité et en les liant à la section « Notes et références ».
Titre
Princesse de Conti
22 janvier 1732 – 26 septembre 1736
(4 ans, 8 mois et 4 jours)
Louise-Diane d'Orléans, dite Mademoiselle de Chartres, est née au Palais-Royal le 27 juin 1716 et est morte au château d'Issy le 26 septembre 1736. Fille du régent Philippe d'Orléans et de Françoise-Marie de Bourbon, fille de Louis XIV, elle devient princesse de Conti par son mariage avec Louis-François de Bourbon-Conti.

## Biographie

### Enfance
Louise-Diane d'Orléans est la sixième et dernière fille de Philippe d'Orléans, duc d'Orléans et régent, et de Françoise-Marie de Bourbon, fille légitimée de Louis XIV et de Madame de Montespan. Elle est née au Palais-Royal le 27 juin 1716. Avant son mariage, Louise-Diane portait le nom de « Mademoiselle de Chartres », qui avait déjà été utilisé par sa sœur Adélaïde d'Orléans et par sa tante Élisabeth-Charlotte d'Orléans. Elle grandit avec sa sœur Louise-Élisabeth d'Orléans, qui deviendra plus tard reine d'Espagne par son mariage avec Louis Ier d'Espagne.
Dans sa jeunesse, on disait qu'elle était très sensible et qu'elle deviendrait une des plus belles filles du Régent. Du fait de son sexe, sa naissance ne fut pas perçue de façon très positive. À la mort de son père en 1723 au château de Versailles, âgé de quarante-neuf ans alors, son frère Louis d'Orléans hérite du titre de duc et il épouse en 1724 Auguste de Bade-Bade, princesse du margraviat de Bade.

### Mariage
En décembre 1731, il est décidé qu'elle épouserait son jeune cousin, Louis-François de Bourbon-Conti. Le mariage est arrangé par sa mère et par sa cousine germaine, Louise-Élisabeth de Bourbon-Condé. Cette dernière devient alors sa belle-mère. La jeune fille est baptisée le 19 janvier 1732 par le cardinal de Rohan, grand aumônier de France, puisqu'elle ne fut qu'ondoyée à la naissance. Les fiançailles furent alors célébrée le 21 janvier et le mariage le lendemain en la chapelle royale de Versailles.
Durant la cérémonie, sa cousine Élisabeth-Alexandrine de Bourbon-Condé eut ainsi l'honneur de porter sa traîne. Louise-Diane avait quinze ans. Son époux avait obtenu son titre de prince de Conti après la mort de son père Louis-Armand II de Bourbon-Conti durant l'année 1727. De cet union naquirent alors deux enfants :
1. Louis-François de Bourbon-Conti, il est le dernier prince de Conti, il émigrera en Espagne durant la Grande Peur ;
2. Enfant mort-né (1736).

### Décès
Louise-Diane meurt en couches le 26 septembre 1736 au château d'Issy, proche de Paris. Elle fut enterrée en l'église Saint-André-des-Arts. À sa mort, la nouvelle reine Marie Leszczynska étant autrement engagée fit envoyer la cousine de la défunte, Marie-Anne de Bourbon-Condé pour la représenter à Issy. Son époux, qui n'avait que dix-neuf ans, en éprouva un profond chagrin et ne se remaria jamais, sa descendance étant assurée.

## Titulature
- 27 juin 1716 - 22 janvier 1732 : Son Altesse Sérénissime Mademoiselle de Chartres, princesse du sang de France.
- 22 janvier 1732 - 26 septembre 1736 : Son Altesse Sérénissime la princesse de Conti, princesse du sang de France.